# NOHAB

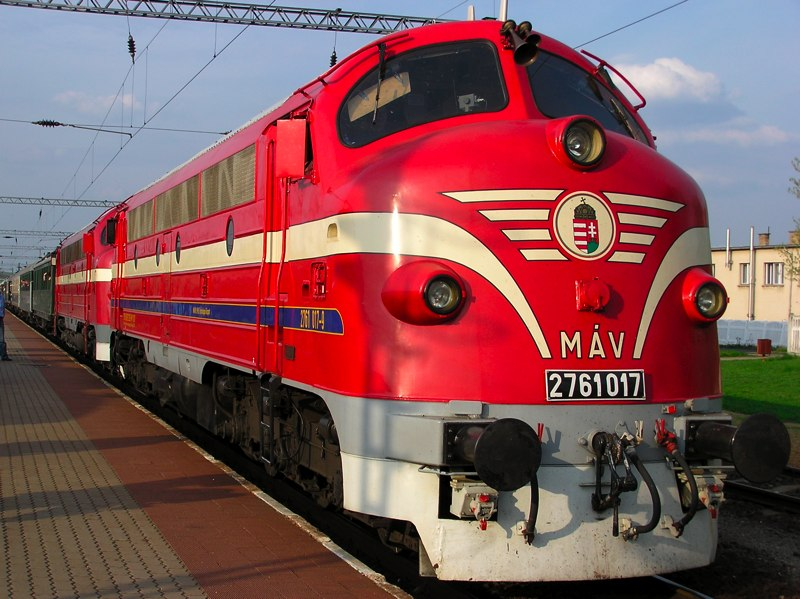
MÁV M61-es sorozatú Nohab dízelmozdony Hidasnémetiben

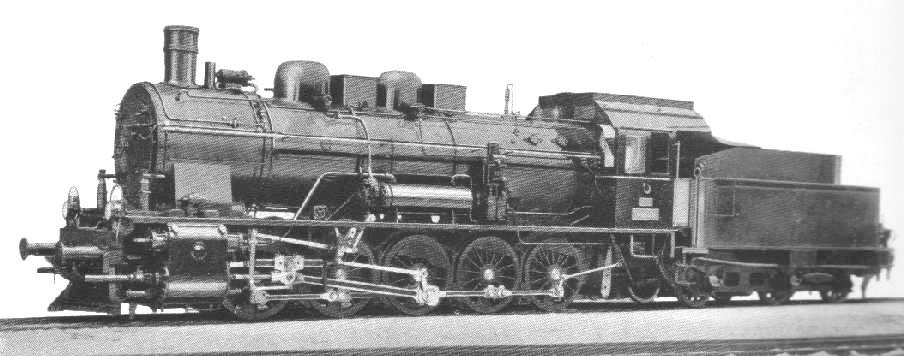
1927-es NOHAB gőzmozdony

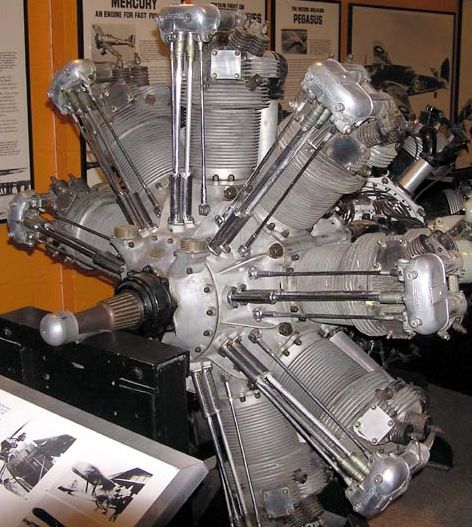
Bristol Jupiter repülőgép-hajtómű

A NOHAB (Nydqvist & Holm AB) svéd gépgyár Trollhättan városában.
A céget Antenor Nydqvist, Johan Magnus Lidström és Carl Olof Holm alapította 1847-ben Trollhättans Mekaniska Verkstad néven. Eredetileg vízi erőműveknek gyártottak turbinákat. 1865-ben elkészítették az első gőzmozdonyukat, melyből 1912-ben gördült ki az ezredik példány.
1916-ban a céget korlátolt felelősségű társasággá alakították, ekkor kapta a NOHAB nevet. 1921–24 közt a NOHAB 500 mozdonyt gyártott Oroszország számára.
1930-ban a NOHAB hozzákezdett a licencalapú Bristol Jupiter repülőgépmotor gyártásához, majd néhány év múlva ez a hajtóműgyártó részleg a linköpingi székhelyű AB Svenska järnvägsverkstäderna céggel együtt hozta létre a Saabot.
1954-ben a General Motors vontatójárművek iránti keresletén felbuzdulva a NOHAB az ausztrál ML2-es mozdony tervének módosításával elkészítette az első dízelmozdonyokat a DSB (Dán Államvasutak) részére. A MÁV 1960-ban kiírt pályázata eredményeképpen egy példány érkezett Magyarországra, majd a próba után egy húszdarabos széria, az M61-es sorozat beszerzését határozták el. A mozdonyok megbízhatósága messzeföldön híres, Szicíliától Norvégiáig ma is rendszeres használatban vannak.
A vállalat 1979-ben csődöt jelentett, de a NOHAB mint turbina- és közepes méretű hajómotor-gyártó ma is jelentős.